# 東川区
東川区（とうせんく）は中華人民共和国雲南省昆明市に位置する市轄区。

## 地理
東川は昆明市轄区の一つであり、東は曲靖市会沢県、南は尋甸、西は禄勧、北は金沙江を隔てて四川省会東県と接している。区内の最高海抜は4344.1mである。

## 行政区画
2街道、6鎮、1郷を管轄する。
- 街道:銅都街道、碧谷街道
- 鎮:湯丹鎮、因民鎮、阿旺鎮、烏竜鎮、紅土地鎮、拖布卡鎮
- 郷:舎塊郷